# Guradamole (woreda, Somali)
Pour le district de la région Oromia, voir Guradamole (woreda, Oromia).
Guradamole est un woreda du Sud de l’Éthiopie situé dans la zone Liben de la région Somali. Initialement rattaché à la zone Afder, ce district a 19 841 habitants en 2007.
Limitrophe de la région Oromia, ce district fait partie de la région Somali. D'abord rattaché à la zone Afder, ses limites évoluent dès 2007 et il est transféré dans la zone Liben en compagnie de son voisin Goro Bekeksa avant 2020.
| Guradamole (Oromia) | Dawe Kachen |              |
| Kersa Dula          | Guradamole  | Goro Bekeksa |
|                     | Filtu       |              |

Le district est bordé au sud par la rivière Ganale Dorya qui le sépare de Filtu.
Le recensement national de 2007 y fait état de 19 841 habitants dont 5 % de citadins qui sont les 967 habitants du centre administratif[Où ?].
Presque tous les habitants sont musulmans.
En 2022, la population est estimée sur le même périmètre à 28 782 personnes avec une densité de population de treize personnes par km2 et 2 244 km2 de superficie.